# Jacob Batalon
Jacob Batalon (Honolulu, 9 oktober 1996) is een Amerikaans acteur. Hij kreeg bij het grote publiek vooral naamsbekendheid door zijn rol als Ned Leeds in de Spider-Manfilms Homecoming, Far From Home en No Way Home.

## Levensloop
Batalon werd geboren op Hawaï in de stad Honolulu. Hij is de zoon van Filipijnse ouders. Batalon startte aan het Kapi’olani Community College om muziektheorie te studeren, hij verliet deze opleiding zonder hem af te ronden en ging vervolgens studeren aan het New Yorkse conservatorium voor dramatische kunsten.
In 2016 was Batalon voor het eerst te zien op het grote scherm, hij vertolkte de rol van Cooper in de film North Woods. Hij kreeg bij het grote publiek pas echt naamsbekendheid door zijn rol als Ned Leeds die hij vertolkte in de film Spider-Man: Homecoming in 2017. Hij was in deze rol ook te zien in de film Spider-Man: Far From Home uit 2019, Spider-Man: No Way Home uit 2021 en kort in de film Avengers: Infinity War in 2018 en Avengers: Endgame in 2019. Daarnaast was Batalon in de jaren die volgde te zien in meerdere bioscoopfilms, waaronder Lift, Tarot en Novocaine.

## Filmografie

### Film
- 2016: North Woods, als Cooper
- 2017: Spider-Man: Homecoming, als Ned Leeds
- 2018: Every Day, James
- 2018: Blood Fest, als Krill
- 2018: Avengers: Infinity War, als Ned Leeds
- 2018: Banana Split, Jacob
- 2019: Avengers: Endgame, als Ned Leeds
- 2019: Spider-Man: Far From Home, als Ned Leeds
- 2019: The True Don Quixote, als Sancho Panza
- 2019: Let It Snow, als Keon
- 2021: Spider-Man: No Way Home, als Ned Leeds
- 2023: Shortcomings, als Gene
- 2024: Lift, als N8
- 2024: Tarot, als Paxton
- 2025: Novocaine, als Roscoe Dixon

### Televisie
- 2019: Bubble Gang, als Need
- 2020: Day by Day, als Lucas
- 2020: 50 States of Fright, als Simon
- 2022-heden: Reginald the Vampire, als Reginald